# Synyrias
Synyrias là một chi bướm đêm thuộc họ Erebidae.